# Наука и техника в газовой промышленности
Наука и техника в газовой промышленности — ежеквартальный научно-технический журнал, освещающий проблемы газовой, нефтяной и смежных областей топливно-энергетического комплекса. Журнал включен в перечень ВАК Министерства образования и науки РФ ведущих рецензируемых научных журналов и изданий, в которых должны быть опубликованы основные научные результаты диссертации на соискание ученой степени доктора и кандидата наук. Учредитель журнала ООО "Газпром проектирование".

## Основные рубрики журнала
- Геология и геофизика;
- Бурение скважин;
- Разработка месторождений и добыча углеводородов
- Разведка, разработка и эксплуатация газовых, газоконденсатных и нефтяных месторождений;
- Капитальный, подземный ремонт и реконструкция скважин;
- Освоение шельфа;
- Сжиженный природный газ;
- Газонефтепромысловое оборудование;
- Капитальное строительство;
- Транспорт углеводородов;
- Подземное хранение природных и сжиженных газов;
- Переработка углеводородов;
- Распределение и использование углеводородов и неуглеводородных газов;
- Нанотехника и нанотехнологии;
- Наука и проектирование;
- Экономика, управление и право;
- Информационные технологии;
- Персонал, обучение и повышение квалификации;
- Экологическая и промышленная безопасность.
- Турбомашины и поршневые двигатели